# Bayard (Novo México)
Bayard é uma cidade localizada no estado americano de Novo México, no Condado de Grant.

## Demografia
Segundo o censo americano de 2000, a sua população era de 2534 habitantes. 
Em 2006, foi estimada uma população de 2394, um decréscimo de 140 (-5.5%).

## Geografia
De acordo com o United States Census Bureau tem uma área de 
2,3 km², dos quais 2,3 km² cobertos por terra e 0,0 km² cobertos por água.

## Localidades na vizinhança
O diagrama seguinte representa as localidades num raio de 68 km ao redor de Bayard. 